# Список українських футбольних трансферів (зима 2017—2018)
Українські трансфери у зимове трансферне вікно 2017—2018 років. До списку додані усі футболісти, які прийшли, або покинули клуб Прем'єр-ліги, в тому числі на правах оренди. 
Оскільки за регламентом гравці без клубу можуть долучатися до клубів у будь-який час, у тому числі і між трансферними вікнами, в список потрапили лише ті вільні агенти, які підписали контракт із клубом під час зимового трансферного вікна.

## Прем'єр-ліга

### «Верес»
| № | Поз. | Нац.     | Гравець                            |
| - | ---- | -------- | ---------------------------------- |
|   | ВР   | Україна  | Богдан Сарнавський ( «Ворскла»)    |
|   | ЗХ   | Україна  | Микита Каменюка (оренда, «Зоря»)   |
|   | ЗХ   | Україна  | Павло Лук'янчук (оренда, «Динамо») |
|   | ЗХ   | Бразилія | Пепі ( «Елоспорт»)                 |
|   | ЗХ   | Україна  | Владислав Приймак ( «Прикарпаття») |
|   | ПЗ   | Україна  | Максим Каленчук ( «Олександрія»)   |
|   | ПЗ   | Україна  | Денис Кожанов ( «Маріуполь»)       |
|   | ПЗ   | Україна  | Павло Мягков ( «Мінськ»)           |
|   | НП   | Бразилія | Жуліо Сезар                        |
|   | НП   | Україна  | Станіслав Куліш ( «Олександрія»)   |

| № | Поз. | Нац.     | Гравець                            |
| - | ---- | -------- | ---------------------------------- |
|   | ВР   | Україна  | Богдан Сарнавський ( «Ворскла»)    |
|   | ЗХ   | Україна  | Микита Каменюка (оренда, «Зоря»)   |
|   | ЗХ   | Україна  | Павло Лук'янчук (оренда, «Динамо») |
|   | ЗХ   | Бразилія | Пепі ( «Елоспорт»)                 |
|   | ЗХ   | Україна  | Владислав Приймак ( «Прикарпаття») |
|   | ПЗ   | Україна  | Максим Каленчук ( «Олександрія»)   |
|   | ПЗ   | Україна  | Денис Кожанов ( «Маріуполь»)       |
|   | ПЗ   | Україна  | Павло Мягков ( «Мінськ»)           |
|   | НП   | Бразилія | Жуліо Сезар                        |
|   | НП   | Україна  | Станіслав Куліш ( «Олександрія»)   |

| № | Поз. | Нац.    | Гравець                                    |
| - | ---- | ------- | ------------------------------------------ |
|   | ВР   | Україна | Богдан Когут ( «Волинь»)                   |
|   | ЗХ   | Україна | Микола Іщенко ( «Чорноморець»)             |
|   | ЗХ   | Україна | Кіріл Недождій ( «Черкаський Дніпро»)      |
|   | ЗХ   | Україна | Віталій Пархуць ( «Львів»)                 |
|   | ПЗ   | Іспанія | Едгар Капаррос (вільний агент)             |
|   | ПЗ   | Україна | Сергій Гринь (повернення оренди, «Шахтар») |
|   | ПЗ   | Україна | Василь Кобін ( «Тобол»)                    |
|   | ПЗ   | Україна | Котляр Антон Станіславович ( «Геліос»)     |
|   | ПЗ   | Україна | Валерій Кучеров ( «Арсенал-Київ»)          |
|   | ПЗ   | Україна | В'ячеслав Орел ( «Черкаський Дніпро»)      |
|   | ПЗ   | Україна | Геннадій Пасіч ( «Олімпік»)                |
|   | ПЗ   | Україна | Євгеній Пасіч ( «Олімпік»)                 |
|   | ПЗ   | Україна | Олександр Савошко (оренда, «Львів»)        |
|   | НП   | Україна | Василь Палагнюк ( «Дачія»)                 |
|   | НП   | Україна | Михайло Сергійчук ( «Ворскла»)             |

| № | Поз. | Нац.    | Гравець                                    |
| - | ---- | ------- | ------------------------------------------ |
|   | ВР   | Україна | Богдан Когут ( «Волинь»)                   |
|   | ЗХ   | Україна | Микола Іщенко ( «Чорноморець»)             |
|   | ЗХ   | Україна | Кіріл Недождій ( «Черкаський Дніпро»)      |
|   | ЗХ   | Україна | Віталій Пархуць ( «Львів»)                 |
|   | ПЗ   | Іспанія | Едгар Капаррос (вільний агент)             |
|   | ПЗ   | Україна | Сергій Гринь (повернення оренди, «Шахтар») |
|   | ПЗ   | Україна | Василь Кобін ( «Тобол»)                    |
|   | ПЗ   | Україна | Котляр Антон Станіславович ( «Геліос»)     |
|   | ПЗ   | Україна | Валерій Кучеров ( «Арсенал-Київ»)          |
|   | ПЗ   | Україна | В'ячеслав Орел ( «Черкаський Дніпро»)      |
|   | ПЗ   | Україна | Геннадій Пасіч ( «Олімпік»)                |
|   | ПЗ   | Україна | Євгеній Пасіч ( «Олімпік»)                 |
|   | ПЗ   | Україна | Олександр Савошко (оренда, «Львів»)        |
|   | НП   | Україна | Василь Палагнюк ( «Дачія»)                 |
|   | НП   | Україна | Михайло Сергійчук ( «Ворскла»)             |

### «Ворскла»
| № | Поз. | Нац.    | Гравець                            |
| - | ---- | ------- | ---------------------------------- |
|   | ВР   | Україна | Данило Каневцев ( «Металіст 1925») |
|   | ЗХ   | Україна | Ігор Гончар (вільний агент)        |
|   | ПЗ   | Україна | Юрій Глущук ( «Шахтар»)            |
|   | НП   | Україна | Михайло Сергійчук ( «Верес»)       |
|   | НП   | Україна | Денис Васін ( «Чорноморець»)       |

| № | Поз. | Нац.    | Гравець                            |
| - | ---- | ------- | ---------------------------------- |
|   | ВР   | Україна | Данило Каневцев ( «Металіст 1925») |
|   | ЗХ   | Україна | Ігор Гончар (вільний агент)        |
|   | ПЗ   | Україна | Юрій Глущук ( «Шахтар»)            |
|   | НП   | Україна | Михайло Сергійчук ( «Верес»)       |
|   | НП   | Україна | Денис Васін ( «Чорноморець»)       |

| № | Поз. | Нац.    | Гравець                                                |
| - | ---- | ------- | ------------------------------------------------------ |
|   | ВР   | Україна | Богдан Сарнавський ( «Верес»)                          |
|   | ЗХ   | Україна | Роман Кунєв ( «Гірник-спорт»)                          |
|   | ЗХ   | Україна | Микола Матвієнко (повернення оренди, Shakhtar Donetsk) |
|   | ПЗ   | Україна | Андрій Ткачук ( «Акжайик»)                             |
|   | НП   | Україна | Назарій Муха ( «Волинь»)                               |
|   | НП   | Україна | Артур Загорулько (повернення оренди, «Шахтар»)         |
|   | НП   | Україна | Михайло Удод ( «Авангард»)                             |

| № | Поз. | Нац.    | Гравець                                                |
| - | ---- | ------- | ------------------------------------------------------ |
|   | ВР   | Україна | Богдан Сарнавський ( «Верес»)                          |
|   | ЗХ   | Україна | Роман Кунєв ( «Гірник-спорт»)                          |
|   | ЗХ   | Україна | Микола Матвієнко (повернення оренди, Shakhtar Donetsk) |
|   | ПЗ   | Україна | Андрій Ткачук ( «Акжайик»)                             |
|   | НП   | Україна | Назарій Муха ( «Волинь»)                               |
|   | НП   | Україна | Артур Загорулько (повернення оренди, «Шахтар»)         |
|   | НП   | Україна | Михайло Удод ( «Авангард»)                             |

### «Динамо»
| № | Поз. | Нац.     | Гравець                                                    |
| - | ---- | -------- | ---------------------------------------------------------- |
|   | ВР   | Україна  | Денис Бойко (оренда, «Бешікташ»)                           |
|   | ЗХ   | Україна  | Павло Лук'янчук (повернення оренди, «Олімпік»)             |
|   | ЗХ   | Україна  | Богдан Михайліченко (повернення оренди, «Сталь»)           |
|   | ЗХ   | Україна  | Олександр Осман (повернення оренди, «Карпати»)             |
|   | ЗХ   | Україна  | Артем Шабанов ( «Олімпік»)                                 |
|   | ЗХ   | Україна  | Олександр Тимчик (повернення оренди, «Сталь»)              |
|   | ЗХ   | Перу     | Карлос Самбрано ( «Рубін»)                                 |
|   | ПЗ   | Україна  | Владислав Калітвінцев (повернення оренди, «Зоря»)          |
|   | ПЗ   | Україна  | Руслан Ротань ( «Славія»)                                  |
|   | ПЗ   | Словенія | Беньямін Вербич ( «Копенгаген»)                            |
|   | НП   | Колумбія | Андрес Раміро Ескобар (повернення оренди, «Васко да Гама») |
|   | НП   | Україна  | Дмитро Хльобас (повернення оренди, «Динамо Мінськ»)        |
|   | НП   | Україна  | Олексій Щебетун (повернення оренди, «Сталь»)               |

| № | Поз. | Нац.     | Гравець                                                    |
| - | ---- | -------- | ---------------------------------------------------------- |
|   | ВР   | Україна  | Денис Бойко (оренда, «Бешікташ»)                           |
|   | ЗХ   | Україна  | Павло Лук'янчук (повернення оренди, «Олімпік»)             |
|   | ЗХ   | Україна  | Богдан Михайліченко (повернення оренди, «Сталь»)           |
|   | ЗХ   | Україна  | Олександр Осман (повернення оренди, «Карпати»)             |
|   | ЗХ   | Україна  | Артем Шабанов ( «Олімпік»)                                 |
|   | ЗХ   | Україна  | Олександр Тимчик (повернення оренди, «Сталь»)              |
|   | ЗХ   | Перу     | Карлос Самбрано ( «Рубін»)                                 |
|   | ПЗ   | Україна  | Владислав Калітвінцев (повернення оренди, «Зоря»)          |
|   | ПЗ   | Україна  | Руслан Ротань ( «Славія»)                                  |
|   | ПЗ   | Словенія | Беньямін Вербич ( «Копенгаген»)                            |
|   | НП   | Колумбія | Андрес Раміро Ескобар (повернення оренди, «Васко да Гама») |
|   | НП   | Україна  | Дмитро Хльобас (повернення оренди, «Динамо Мінськ»)        |
|   | НП   | Україна  | Олексій Щебетун (повернення оренди, «Сталь»)               |

| № | Поз. | Нац.     | Гравець                                              |
| - | ---- | -------- | ---------------------------------------------------- |
|   | ВР   | Україна  | Максим Коваль (оренда, «Депортіво»)                  |
|   | ЗХ   | Україна  | Павло Лук'янчук (оренда, «Верес»)                    |
|   | ЗХ   | Хорватія | Домагой Віда ( «Бешікташ»)                           |
|   | ЗХ   | Україна  | Олександр Осман (оренда, Арсенал-Київ)               |
|   | ЗХ   | Україна  | Олександр Тимчик (оренда, «Зоря»)                    |
|   | ПЗ   | Україна  | Артем Мильченко ( «Зоря»)                            |
|   | НП   | Колумбія | Андрес Раміро Ескобар ( «Естудьянтес»)               |
|   | НП   | Україна  | Артем Кравець ( «Кайсеріспор»)                       |
|   | НП   | Україна  | Михайло Плохотнюк (повернення оренди, «Чорноморець») |
|   | НП   | Україна  | Олексій Щебетун ( «Промінь»)                         |

| № | Поз. | Нац.     | Гравець                                              |
| - | ---- | -------- | ---------------------------------------------------- |
|   | ВР   | Україна  | Максим Коваль (оренда, «Депортіво»)                  |
|   | ЗХ   | Україна  | Павло Лук'янчук (оренда, «Верес»)                    |
|   | ЗХ   | Хорватія | Домагой Віда ( «Бешікташ»)                           |
|   | ЗХ   | Україна  | Олександр Осман (оренда, Арсенал-Київ)               |
|   | ЗХ   | Україна  | Олександр Тимчик (оренда, «Зоря»)                    |
|   | ПЗ   | Україна  | Артем Мильченко ( «Зоря»)                            |
|   | НП   | Колумбія | Андрес Раміро Ескобар ( «Естудьянтес»)               |
|   | НП   | Україна  | Артем Кравець ( «Кайсеріспор»)                       |
|   | НП   | Україна  | Михайло Плохотнюк (повернення оренди, «Чорноморець») |
|   | НП   | Україна  | Олексій Щебетун ( «Промінь»)                         |

### «Зірка»
| № | Поз. | Нац.    | Гравець                               |
| - | ---- | ------- | ------------------------------------- |
|   | ЗХ   | Україна | Антон Братков ( «Десна»)              |
|   | ЗХ   | Алжир   | Адель Гафаїті ( «Родео Тулуза»)       |
|   | ЗХ   | Франція | Жуліан Рюлльє (вільний агент)         |
|   | ЗХ   | Україна | Владислав Веремєєв ( «Чорноморець»)   |
|   | ПЗ   | Франція | Момар Бангура (вільний агент)         |
|   | ПЗ   | Україна | Дмитро Білоног ( «Урал»)              |
|   | ПЗ   | Україна | Ярослав Ямполь ( «Суми»)              |
|   | НП   | Україна | Ярослав Довгий ( «Олександрія»)       |
|   | НП   | Україна | Адерінсола Есеола (оренда, «Арсенал») |

| № | Поз. | Нац.    | Гравець                               |
| - | ---- | ------- | ------------------------------------- |
|   | ЗХ   | Україна | Антон Братков ( «Десна»)              |
|   | ЗХ   | Алжир   | Адель Гафаїті ( «Родео Тулуза»)       |
|   | ЗХ   | Франція | Жуліан Рюлльє (вільний агент)         |
|   | ЗХ   | Україна | Владислав Веремєєв ( «Чорноморець»)   |
|   | ПЗ   | Франція | Момар Бангура (вільний агент)         |
|   | ПЗ   | Україна | Дмитро Білоног ( «Урал»)              |
|   | ПЗ   | Україна | Ярослав Ямполь ( «Суми»)              |
|   | НП   | Україна | Ярослав Довгий ( «Олександрія»)       |
|   | НП   | Україна | Адерінсола Есеола (оренда, «Арсенал») |

| № | Поз. | Нац.     | Гравець                                      |
| - | ---- | -------- | -------------------------------------------- |
|   | ЗХ   | Україна  | Олександр Зозуля (вільний агент)             |
|   | ЗХ   | Україна  | Тарас Качараба (повернення оренди, «Шахтар») |
|   | ПЗ   | Бразилія | Брунінью (вільний агент)                     |
|   | ПЗ   | Іспанія  | Марк Кастельс ( «Кастельйон»)                |
|   | ПЗ   | Україна  | Олександр Довгий ( «Інгулець-2»)             |
|   | ПЗ   | Україна  | Артем Фаворов ( «Десна»)                     |
|   | НП   | Україна  | Адерінсола Есеола (оренда, «Акжайик»)        |
|   | НП   | Україна  | Андрій Капелян ( «Нива» (Тернопіль))         |

| № | Поз. | Нац.     | Гравець                                      |
| - | ---- | -------- | -------------------------------------------- |
|   | ЗХ   | Україна  | Олександр Зозуля (вільний агент)             |
|   | ЗХ   | Україна  | Тарас Качараба (повернення оренди, «Шахтар») |
|   | ПЗ   | Бразилія | Брунінью (вільний агент)                     |
|   | ПЗ   | Іспанія  | Марк Кастельс ( «Кастельйон»)                |
|   | ПЗ   | Україна  | Олександр Довгий ( «Інгулець-2»)             |
|   | ПЗ   | Україна  | Артем Фаворов ( «Десна»)                     |
|   | НП   | Україна  | Адерінсола Есеола (оренда, «Акжайик»)        |
|   | НП   | Україна  | Андрій Капелян ( «Нива» (Тернопіль))         |

### «Зоря»
| № | Поз. | Нац.     | Гравець                              |
| - | ---- | -------- | ------------------------------------ |
|   | ВР   | Бразилія | Луїс Феліпе ( «Інтернасьйонал»)      |
|   | ЗХ   | Марокко  | Мохамед Ель-Буаззаті (вільний агент) |
|   | ЗХ   | Україна  | Дмитро Литвин ( «Фафе»)              |
|   | ЗХ   | Україна  | Тимофій Сухар ( «Дніпро-1»)          |
|   | ЗХ   | Україна  | Олександр Тимчик (оренда, «Динамо»)  |
|   | ПЗ   | Камерун  | Гаель Ондуа (вільний агент)          |
|   | ПЗ   | Україна  | Артем Мильченко (оренда, «Динамо»)   |
|   | НП   | Франція  | Давід Фаупала (вільний агент)        |

| № | Поз. | Нац.     | Гравець                              |
| - | ---- | -------- | ------------------------------------ |
|   | ВР   | Бразилія | Луїс Феліпе ( «Інтернасьйонал»)      |
|   | ЗХ   | Марокко  | Мохамед Ель-Буаззаті (вільний агент) |
|   | ЗХ   | Україна  | Дмитро Литвин ( «Фафе»)              |
|   | ЗХ   | Україна  | Тимофій Сухар ( «Дніпро-1»)          |
|   | ЗХ   | Україна  | Олександр Тимчик (оренда, «Динамо»)  |
|   | ПЗ   | Камерун  | Гаель Ондуа (вільний агент)          |
|   | ПЗ   | Україна  | Артем Мильченко (оренда, «Динамо»)   |
|   | НП   | Франція  | Давід Фаупала (вільний агент)        |

| № | Поз. | Нац.     | Гравець                                             |
| - | ---- | -------- | --------------------------------------------------- |
|   | ВР   | Україна  | Олексій Шевченко ( «Карпати»)                       |
|   | ВР   | Україна  | Андрій Шутко ( «Нікополь»)                          |
|   | ЗХ   | Україна  | Микита Каменюка (оренда, «Верес»)                   |
|   | ЗХ   | Україна  | Андрій Пилявський (повернення оренди, «Рубін»)      |
|   | ЗХ   | Україна  | Артем Сухоцький ( «Слован»)                         |
|   | ПЗ   | Україна  | Дмитро Гречишкін (повернення оренди, «Шахтар»)      |
|   | ПЗ   | Україна  | Владислав Калітвінцев (повернення оренди, «Динамо») |
|   | ПЗ   | Україна  | Станіслав Нечипоренко ( «Авангард»)                 |
|   | ПЗ   | Україна  | Владислав Ємець ( «Авангард»)                       |
|   | ПЗ   | Бразилія | Леонідас ( «Олімпік»)                               |
|   | НП   | Бразилія | Пауліньйо ( «Левскі»)                               |

| № | Поз. | Нац.     | Гравець                                             |
| - | ---- | -------- | --------------------------------------------------- |
|   | ВР   | Україна  | Олексій Шевченко ( «Карпати»)                       |
|   | ВР   | Україна  | Андрій Шутко ( «Нікополь»)                          |
|   | ЗХ   | Україна  | Микита Каменюка (оренда, «Верес»)                   |
|   | ЗХ   | Україна  | Андрій Пилявський (повернення оренди, «Рубін»)      |
|   | ЗХ   | Україна  | Артем Сухоцький ( «Слован»)                         |
|   | ПЗ   | Україна  | Дмитро Гречишкін (повернення оренди, «Шахтар»)      |
|   | ПЗ   | Україна  | Владислав Калітвінцев (повернення оренди, «Динамо») |
|   | ПЗ   | Україна  | Станіслав Нечипоренко ( «Авангард»)                 |
|   | ПЗ   | Україна  | Владислав Ємець ( «Авангард»)                       |
|   | ПЗ   | Бразилія | Леонідас ( «Олімпік»)                               |
|   | НП   | Бразилія | Пауліньйо ( «Левскі»)                               |

### «Карпати»
| № | Поз. | Нац.      | Гравець                                            |
| - | ---- | --------- | -------------------------------------------------- |
|   | ВР   | Україна   | Олексій Шевченко ( «Зоря»)                         |
|   | ЗХ   | Україна   | Андрій Маркович (повернення оренди, «Рух»)         |
|   | ЗХ   | Грузія    | Ніка Сандохадзе ( «Самтредія»)                     |
|   | ПЗ   | Аргентина | Крістіан Ербес ( «Чакаріта Хуніорс»)               |
|   | ПЗ   | Україна   | Юрій Ткачук (повернення оренди, «Рух»)             |
|   | ПЗ   | Україна   | Артем Філімонов (повернення оренди, «Пафос»)       |
|   | ПЗ   | Україна   | Назар Вербний (оренда, Rukh Vynnyky)               |
|   | НП   | Колумбія  | Йонатан Бедоя ( «Еспаньйол Б»)                     |
|   | НП   | Колумбія  | Маурісіо Кортес (оренда, «Індепендьєнте Медельїн») |
|   | НП   | Аргентина | Катріель Санчес ( «Тальєрес»)                      |
|   | НП   | Болівія   | Родріго Варгас ( «Зе Стронгест»)                   |

| № | Поз. | Нац.      | Гравець                                            |
| - | ---- | --------- | -------------------------------------------------- |
|   | ВР   | Україна   | Олексій Шевченко ( «Зоря»)                         |
|   | ЗХ   | Україна   | Андрій Маркович (повернення оренди, «Рух»)         |
|   | ЗХ   | Грузія    | Ніка Сандохадзе ( «Самтредія»)                     |
|   | ПЗ   | Аргентина | Крістіан Ербес ( «Чакаріта Хуніорс»)               |
|   | ПЗ   | Україна   | Юрій Ткачук (повернення оренди, «Рух»)             |
|   | ПЗ   | Україна   | Артем Філімонов (повернення оренди, «Пафос»)       |
|   | ПЗ   | Україна   | Назар Вербний (оренда, Rukh Vynnyky)               |
|   | НП   | Колумбія  | Йонатан Бедоя ( «Еспаньйол Б»)                     |
|   | НП   | Колумбія  | Маурісіо Кортес (оренда, «Індепендьєнте Медельїн») |
|   | НП   | Аргентина | Катріель Санчес ( «Тальєрес»)                      |
|   | НП   | Болівія   | Родріго Варгас ( «Зе Стронгест»)                   |

| № | Поз. | Нац.      | Гравець                                       |
| - | ---- | --------- | --------------------------------------------- |
|   | ВР   | Україна   | Олег Мозіль (оренда, «Львів»)                 |
|   | ЗХ   | Аргентина | Гвідо Кортеджано ( «Лекко»)                   |
|   | ЗХ   | Україна   | Андрій Маркович (оренда, «Нимме Калью»)       |
|   | ЗХ   | Україна   | Олександр Осман (повернення оренди, «Динамо») |
|   | ЗХ   | Аргентина | Федеріко Перейра ( «Уачіпато»)                |
|   | ПЗ   | Іспанія   | Маріо Аркес ( «Алькояно»)                     |
|   | ПЗ   | Україна   | Артем Філімонов ( «Гомель»)                   |
|   | ПЗ   | Україна   | Ігор Худоб'як ( «Акжайик»)                    |
|   | ПЗ   | Україна   | Павло Ксьонз ( «Сандеція»)                    |
|   | ПЗ   | Україна   | Редван Мемешев ( «Дніпро-1»)                  |
|   | ПЗ   | Аргентина | Фернандо Тіссоне ( «Авеш»)                    |
|   | ПЗ   | Україна   | Юрій Ткачук (оренда, «Левадія»)               |
|   | ПЗ   | Україна   | Тарас Завійський ( «Львів»)                   |
|   | НП   | Україна   | Роман Дебелко (оренда, «Левадія»)             |
|   | НП   | Україна   | Олександр Гладкий (вільний агент)             |
|   | НП   | Бразилія  | Шина (вільний агент)                          |

| № | Поз. | Нац.      | Гравець                                       |
| - | ---- | --------- | --------------------------------------------- |
|   | ВР   | Україна   | Олег Мозіль (оренда, «Львів»)                 |
|   | ЗХ   | Аргентина | Гвідо Кортеджано ( «Лекко»)                   |
|   | ЗХ   | Україна   | Андрій Маркович (оренда, «Нимме Калью»)       |
|   | ЗХ   | Україна   | Олександр Осман (повернення оренди, «Динамо») |
|   | ЗХ   | Аргентина | Федеріко Перейра ( «Уачіпато»)                |
|   | ПЗ   | Іспанія   | Маріо Аркес ( «Алькояно»)                     |
|   | ПЗ   | Україна   | Артем Філімонов ( «Гомель»)                   |
|   | ПЗ   | Україна   | Ігор Худоб'як ( «Акжайик»)                    |
|   | ПЗ   | Україна   | Павло Ксьонз ( «Сандеція»)                    |
|   | ПЗ   | Україна   | Редван Мемешев ( «Дніпро-1»)                  |
|   | ПЗ   | Аргентина | Фернандо Тіссоне ( «Авеш»)                    |
|   | ПЗ   | Україна   | Юрій Ткачук (оренда, «Левадія»)               |
|   | ПЗ   | Україна   | Тарас Завійський ( «Львів»)                   |
|   | НП   | Україна   | Роман Дебелко (оренда, «Левадія»)             |
|   | НП   | Україна   | Олександр Гладкий (вільний агент)             |
|   | НП   | Бразилія  | Шина (вільний агент)                          |

### «Маріуполь»
| № | Поз. | Нац.               | Гравець                                 |
| - | ---- | ------------------ | --------------------------------------- |
|   | ЗХ   | Камерун            | Джойскім Дава (вільний агент)           |
|   | ЗХ   | Північна Македонія | Бесір Демірі ( «Вардар»)                |
|   | ПЗ   | Україна            | Денис Дедечко ( «СКА-Хабаровськ»)       |
|   | ПЗ   | Україна            | Данило Ігнатенко (оренда, «Шахтар»)     |
|   | ПЗ   | Україна            | Олександр Піхальонок (оренда, «Шахтар») |
|   | НП   | Україна            | Денис Арендарук (оренда, «Шахтар»)      |
|   | НП   | Україна            | Анатолій Діденко ( «Жемчужина»)         |

| № | Поз. | Нац.               | Гравець                                 |
| - | ---- | ------------------ | --------------------------------------- |
|   | ЗХ   | Камерун            | Джойскім Дава (вільний агент)           |
|   | ЗХ   | Північна Македонія | Бесір Демірі ( «Вардар»)                |
|   | ПЗ   | Україна            | Денис Дедечко ( «СКА-Хабаровськ»)       |
|   | ПЗ   | Україна            | Данило Ігнатенко (оренда, «Шахтар»)     |
|   | ПЗ   | Україна            | Олександр Піхальонок (оренда, «Шахтар») |
|   | НП   | Україна            | Денис Арендарук (оренда, «Шахтар»)      |
|   | НП   | Україна            | Анатолій Діденко ( «Жемчужина»)         |

| № | Поз. | Нац.     | Гравець                                             |
| - | ---- | -------- | --------------------------------------------------- |
|   | ЗХ   | Бразилія | Ерікс (вільний агент)                               |
|   | ПЗ   | Україна  | Руслан Кісіль ( «Олімпік»)                          |
|   | ПЗ   | Україна  | Віталій Кольцов ( «Олександрія»)                    |
|   | ПЗ   | Україна  | Денис Кожанов ( «Верес»)                            |
|   | ПЗ   | Україна  | Сергій Рудика ( «Дніпро» (Могильов))                |
|   | ПЗ   | Україна  | В'ячеслав Танковський (повернення оренди, «Шахтар») |
|   | ПЗ   | Україна  | Сергій Вакуленко (повернення оренди, «Шахтар»)      |
|   | ПЗ   | Україна  | Віталій Віценець (завершив кар'єру)                 |
|   | НП   | Україна  | Руслан Фомін ( «Шахтар»)                            |
|   | НП   | Україна  | Артем Меркушов ( «Полісся»)                         |

| № | Поз. | Нац.     | Гравець                                             |
| - | ---- | -------- | --------------------------------------------------- |
|   | ЗХ   | Бразилія | Ерікс (вільний агент)                               |
|   | ПЗ   | Україна  | Руслан Кісіль ( «Олімпік»)                          |
|   | ПЗ   | Україна  | Віталій Кольцов ( «Олександрія»)                    |
|   | ПЗ   | Україна  | Денис Кожанов ( «Верес»)                            |
|   | ПЗ   | Україна  | Сергій Рудика ( «Дніпро» (Могильов))                |
|   | ПЗ   | Україна  | В'ячеслав Танковський (повернення оренди, «Шахтар») |
|   | ПЗ   | Україна  | Сергій Вакуленко (повернення оренди, «Шахтар»)      |
|   | ПЗ   | Україна  | Віталій Віценець (завершив кар'єру)                 |
|   | НП   | Україна  | Руслан Фомін ( «Шахтар»)                            |
|   | НП   | Україна  | Артем Меркушов ( «Полісся»)                         |

### «Олександрія»
| № | Поз. | Нац.    | Гравець                        |
| - | ---- | ------- | ------------------------------ |
|   | ЗХ   | Україна | Гліб Бухал (оренда, «Львів»)   |
|   | ЗХ   | Україна | Денис Сотніков (вільний агент) |
|   | ПЗ   | Україна | Віталій Кольцов ( «Маріуполь») |
|   | ПЗ   | Україна | Сергій Русьян ( «Олімпік»)     |
|   | ПЗ   | Україна | Олексій Зінкевич ( «Шахтар»)   |
|   | НП   | Україна | Дмитро Шастал ( «Енергія»)     |

| № | Поз. | Нац.    | Гравець                        |
| - | ---- | ------- | ------------------------------ |
|   | ЗХ   | Україна | Гліб Бухал (оренда, «Львів»)   |
|   | ЗХ   | Україна | Денис Сотніков (вільний агент) |
|   | ПЗ   | Україна | Віталій Кольцов ( «Маріуполь») |
|   | ПЗ   | Україна | Сергій Русьян ( «Олімпік»)     |
|   | ПЗ   | Україна | Олексій Зінкевич ( «Шахтар»)   |
|   | НП   | Україна | Дмитро Шастал ( «Енергія»)     |

| № | Поз. | Нац.    | Гравець                       |
| - | ---- | ------- | ----------------------------- |
|   | ЗХ   | Україна | Сергій Басов ( «Акжайик»)     |
|   | ПЗ   | Україна | Артем Чорній ( «Чорноморець») |
|   | ПЗ   | Україна | Максим Каленчук ( «Верес»)    |
|   | ПЗ   | Україна | Михайло Козак ( «Рух»)        |
|   | ПЗ   | Україна | Артем Щедрий ( «Олімпік»)     |
|   | НП   | Україна | Ярослав Довгий ( «Зірка»)     |
|   | НП   | Україна | Станіслав Куліш ( «Верес»)    |

| № | Поз. | Нац.    | Гравець                       |
| - | ---- | ------- | ----------------------------- |
|   | ЗХ   | Україна | Сергій Басов ( «Акжайик»)     |
|   | ПЗ   | Україна | Артем Чорній ( «Чорноморець») |
|   | ПЗ   | Україна | Максим Каленчук ( «Верес»)    |
|   | ПЗ   | Україна | Михайло Козак ( «Рух»)        |
|   | ПЗ   | Україна | Артем Щедрий ( «Олімпік»)     |
|   | НП   | Україна | Ярослав Довгий ( «Зірка»)     |
|   | НП   | Україна | Станіслав Куліш ( «Верес»)    |

### «Олімпік»
| № | Поз. | Нац.     | Гравець                                           |
| - | ---- | -------- | ------------------------------------------------- |
|   | ВР   | Україна  | Ярослав Котляров (повернення оренди, «Геліос»)    |
|   | ЗХ   | Україна  | Вадим Счастливцев (повернення оренди, «Геліос»)   |
|   | ЗХ   | Україна  | Артем Козлов (повернення оренди, «Геліос»)        |
|   | ЗХ   | Україна  | Сергій Кулинич ( «Мінськ»)                        |
|   | ЗХ   | Україна  | Андрій Міщенко (вільний агент)                    |
|   | ЗХ   | Україна  | Дмитро Нємчанінов (оренда, Krylia Sovetov Samara) |
|   | ЗХ   | Україна  | Темур Парцванія ( «Десна»)                        |
|   | ПЗ   | Україна  | Владислав Апостолюк ( «Попрад»)                   |
|   | ПЗ   | Україна  | Руслан Кісіль ( «Маріуполь»)                      |
|   | ПЗ   | Бразилія | Леонідас ( «Зоря»)                                |
|   | ПЗ   | Україна  | Геннадій Пасіч ( «Верес»)                         |
|   | ПЗ   | Україна  | Євгеній Пасіч ( «Верес»)                          |
|   | ПЗ   | Україна  | Артем Щедрий ( «Олександрія»)                     |
|   | ПЗ   | Хорватія | Йосип Вукович ( «Вітез»)                          |
|   | ПЗ   | Україна  | Сергій Вакуленко (оренда, «Шахтар»)               |
|   | НП   | Україна  | Юрій Захарків ( «Дніпро-1»)                       |

| № | Поз. | Нац.     | Гравець                                           |
| - | ---- | -------- | ------------------------------------------------- |
|   | ВР   | Україна  | Ярослав Котляров (повернення оренди, «Геліос»)    |
|   | ЗХ   | Україна  | Вадим Счастливцев (повернення оренди, «Геліос»)   |
|   | ЗХ   | Україна  | Артем Козлов (повернення оренди, «Геліос»)        |
|   | ЗХ   | Україна  | Сергій Кулинич ( «Мінськ»)                        |
|   | ЗХ   | Україна  | Андрій Міщенко (вільний агент)                    |
|   | ЗХ   | Україна  | Дмитро Нємчанінов (оренда, Krylia Sovetov Samara) |
|   | ЗХ   | Україна  | Темур Парцванія ( «Десна»)                        |
|   | ПЗ   | Україна  | Владислав Апостолюк ( «Попрад»)                   |
|   | ПЗ   | Україна  | Руслан Кісіль ( «Маріуполь»)                      |
|   | ПЗ   | Бразилія | Леонідас ( «Зоря»)                                |
|   | ПЗ   | Україна  | Геннадій Пасіч ( «Верес»)                         |
|   | ПЗ   | Україна  | Євгеній Пасіч ( «Верес»)                          |
|   | ПЗ   | Україна  | Артем Щедрий ( «Олександрія»)                     |
|   | ПЗ   | Хорватія | Йосип Вукович ( «Вітез»)                          |
|   | ПЗ   | Україна  | Сергій Вакуленко (оренда, «Шахтар»)               |
|   | НП   | Україна  | Юрій Захарків ( «Дніпро-1»)                       |

| № | Поз. | Нац.     | Гравець                                         |
| - | ---- | -------- | ----------------------------------------------- |
|   | ВР   | Україна  | Ярослав Котляров (оренда, «Суднобудівник»)      |
|   | ЗХ   | Україна  | Віталій Федорів ( «Олімпієць»)                  |
|   | ЗХ   | Україна  | Антон Кравченко ( «Кардемір Карабюкспор»)       |
|   | ЗХ   | Україна  | Павло Лук'янчук (оренда, «Динамо»)              |
|   | ЗХ   | Україна  | Дмитро Петрик ( «Дукла»)                        |
|   | ЗХ   | Україна  | Артем Шабанов ( «Динамо»)                       |
|   | ЗХ   | Україна  | В'ячеслав Лухтанов ( «Смолевичі»)               |
|   | ПЗ   | Бразилія | Гуті ( «Чорноморець»)                           |
|   | ПЗ   | Україна  | Андрій Богданов ( «Арка»)                       |
|   | ПЗ   | Україна  | Олександр Мігунов (повернення оренди, «Шахтар») |
|   | ПЗ   | Україна  | Антон Поступаленко (вільний агент)              |
|   | ПЗ   | Україна  | Сергій Русьян ( «Олександрія»)                  |
|   | ПЗ   | Україна  | Станіслав Шарай (оренда, «Авангард»)            |
|   | ПЗ   | Україна  | Сергій Шестаков ( «Діошдьйор»)                  |
|   | ПЗ   | Україна  | Володимир Зубашівський ( «Дукла»)               |
|   | НП   | Україна  | Ілля Михальов (вільний агент)                   |
|   | НП   | Україна  | Володимир Прийомов ( / ДПММ)                    |
|   | НП   | Марокко  | Моха Рхарсалла ( «Слован»)                      |
|   | НП   | Україна  | Олександр Войтюк ( «Тренчин»)                   |

| № | Поз. | Нац.     | Гравець                                         |
| - | ---- | -------- | ----------------------------------------------- |
|   | ВР   | Україна  | Ярослав Котляров (оренда, «Суднобудівник»)      |
|   | ЗХ   | Україна  | Віталій Федорів ( «Олімпієць»)                  |
|   | ЗХ   | Україна  | Антон Кравченко ( «Кардемір Карабюкспор»)       |
|   | ЗХ   | Україна  | Павло Лук'янчук (оренда, «Динамо»)              |
|   | ЗХ   | Україна  | Дмитро Петрик ( «Дукла»)                        |
|   | ЗХ   | Україна  | Артем Шабанов ( «Динамо»)                       |
|   | ЗХ   | Україна  | В'ячеслав Лухтанов ( «Смолевичі»)               |
|   | ПЗ   | Бразилія | Гуті ( «Чорноморець»)                           |
|   | ПЗ   | Україна  | Андрій Богданов ( «Арка»)                       |
|   | ПЗ   | Україна  | Олександр Мігунов (повернення оренди, «Шахтар») |
|   | ПЗ   | Україна  | Антон Поступаленко (вільний агент)              |
|   | ПЗ   | Україна  | Сергій Русьян ( «Олександрія»)                  |
|   | ПЗ   | Україна  | Станіслав Шарай (оренда, «Авангард»)            |
|   | ПЗ   | Україна  | Сергій Шестаков ( «Діошдьйор»)                  |
|   | ПЗ   | Україна  | Володимир Зубашівський ( «Дукла»)               |
|   | НП   | Україна  | Ілля Михальов (вільний агент)                   |
|   | НП   | Україна  | Володимир Прийомов ( / ДПММ)                    |
|   | НП   | Марокко  | Моха Рхарсалла ( «Слован»)                      |
|   | НП   | Україна  | Олександр Войтюк ( «Тренчин»)                   |

### «Сталь»
| № | Поз. | Нац.     | Гравець                         |
| - | ---- | -------- | ------------------------------- |
|   | ЗХ   | Бразилія | Еберт ( «Макае»)                |
|   | ЗХ   | Бразилія | Джонатан ( «Гояс»)              |
|   | ЗХ   | Україна  | Ігор Ощипко ( «Львів»)          |
|   | ЗХ   | Україна  | Богдан Рудюк ( «Крумкачи»)      |
|   | ПЗ   | Бразилія | Тіаго Ромуло ( «Гояніенсі»)     |
|   | НП   | Україна  | Анатолій Нурієв ( ФК «Середнє») |

| № | Поз. | Нац.     | Гравець                         |
| - | ---- | -------- | ------------------------------- |
|   | ЗХ   | Бразилія | Еберт ( «Макае»)                |
|   | ЗХ   | Бразилія | Джонатан ( «Гояс»)              |
|   | ЗХ   | Україна  | Ігор Ощипко ( «Львів»)          |
|   | ЗХ   | Україна  | Богдан Рудюк ( «Крумкачи»)      |
|   | ПЗ   | Бразилія | Тіаго Ромуло ( «Гояніенсі»)     |
|   | НП   | Україна  | Анатолій Нурієв ( ФК «Середнє») |

| № | Поз. | Нац.     | Гравець                                           |
| - | ---- | -------- | ------------------------------------------------- |
|   | ЗХ   | Україна  | Євгеній Ткачук ( «Шахтар» (Караганда))            |
|   | ЗХ   | Україна  | Олександр Тимчик (повернення оренди, «Динамо»)    |
|   | ПЗ   | Вірменія | Едгар Малакян ( «Жетису»)                         |
|   | ПЗ   | Україна  | Богдан Михайліченко (повернення оренди, «Динамо») |
|   | НП   | Україна  | Олексій Щебетун (повернення оренди, «Динамо»)     |
|   | НП   | Сербія   | Неманья Обрадович ( «Гонка»)                      |

| № | Поз. | Нац.     | Гравець                                           |
| - | ---- | -------- | ------------------------------------------------- |
|   | ЗХ   | Україна  | Євгеній Ткачук ( «Шахтар» (Караганда))            |
|   | ЗХ   | Україна  | Олександр Тимчик (повернення оренди, «Динамо»)    |
|   | ПЗ   | Вірменія | Едгар Малакян ( «Жетису»)                         |
|   | ПЗ   | Україна  | Богдан Михайліченко (повернення оренди, «Динамо») |
|   | НП   | Україна  | Олексій Щебетун (повернення оренди, «Динамо»)     |
|   | НП   | Сербія   | Неманья Обрадович ( «Гонка»)                      |

### «Чорноморець»
| № | Поз. | Нац.     | Гравець                                     |
| - | ---- | -------- | ------------------------------------------- |
|   | ВР   | Україна  | Андрій Новак ( «Ерміс»)                     |
|   | ЗХ   | Україна  | Кирило Білокаменський (оренда, «Жемчужина») |
|   | ЗХ   | Україна  | Микола Іщенко ( «Верес»)                    |
|   | ЗХ   | Україна  | Олег Тракало ( «Волинь»)                    |
|   | ЗХ   | Україна  | Артем Ярмоленко (вільний агент)             |
|   | ПЗ   | Україна  | Іван Бобко (вільний агент)                  |
|   | ПЗ   | Україна  | Артем Чорній ( «Олександрія»)               |
|   | ПЗ   | Бразилія | Гуті ( «Олімпік»)                           |
|   | ПЗ   | Україна  | Юрій Романюк ( «Волинь»)                    |
|   | НП   | Україна  | Іван Матяж ( «Істра 1961»)                  |
|   | НП   | Україна  | Михайло Плохотнюк (оренда, «Динамо»)        |
|   | НП   | Україна  | Вадим Яворський (оренда, «Миколаїв»)        |

| № | Поз. | Нац.     | Гравець                                     |
| - | ---- | -------- | ------------------------------------------- |
|   | ВР   | Україна  | Андрій Новак ( «Ерміс»)                     |
|   | ЗХ   | Україна  | Кирило Білокаменський (оренда, «Жемчужина») |
|   | ЗХ   | Україна  | Микола Іщенко ( «Верес»)                    |
|   | ЗХ   | Україна  | Олег Тракало ( «Волинь»)                    |
|   | ЗХ   | Україна  | Артем Ярмоленко (вільний агент)             |
|   | ПЗ   | Україна  | Іван Бобко (вільний агент)                  |
|   | ПЗ   | Україна  | Артем Чорній ( «Олександрія»)               |
|   | ПЗ   | Бразилія | Гуті ( «Олімпік»)                           |
|   | ПЗ   | Україна  | Юрій Романюк ( «Волинь»)                    |
|   | НП   | Україна  | Іван Матяж ( «Істра 1961»)                  |
|   | НП   | Україна  | Михайло Плохотнюк (оренда, «Динамо»)        |
|   | НП   | Україна  | Вадим Яворський (оренда, «Миколаїв»)        |

| № | Поз. | Нац.       | Гравець                                 |
| - | ---- | ---------- | --------------------------------------- |
|   | ВР   | Україна    | Андрій Федоренко (вільний агент)        |
|   | ВР   | Білорусь   | Олександр Гутор ( «Динамо-Берестя»)     |
|   | ВР   | Узбекистан | Сергій Смородін ( «Грін Стрітс»)        |
|   | ЗХ   | Україна    | Олександр Каплієнко ( «Смолевичі»)      |
|   | ЗХ   | Україна    | Владислав Щетінін (оренда, «Жемчужина») |
|   | ПЗ   | Україна    | Олексій Чернишов (оренда, «Жемчужина»)  |
|   | ПЗ   | Україна    | Віталій Каверін (вільний агент)         |
|   | ПЗ   | Франція    | Алассан Н'Діає ( «Судува»)              |
|   | ПЗ   | Україна    | Сергій Політило ( «Адана Демірспор»)    |
|   | ПЗ   | Україна    | Михайло Попов (оренда, «Жемчужина»)     |
|   | ПЗ   | Україна    | Артем Селезньов (оренда, «Жемчужина»)   |
|   | ПЗ   | Україна    | Віктор Серденюк (оренда, «Жемчужина»)   |
|   | НП   | Україна    | Олексій Антонов ( «Вентспілс»)          |
|   | НП   | Україна    | Володимир Барілко (завершив кар'єру)    |
|   | НП   | Україна    | Олексій Хобленко (оренда, «Лех»)        |
|   | НП   | Україна    | Денис Васін ( «Ворскла»)                |
|   | НП   | Україна    | Вадим Яворський ( «Суми»)               |

| № | Поз. | Нац.       | Гравець                                 |
| - | ---- | ---------- | --------------------------------------- |
|   | ВР   | Україна    | Андрій Федоренко (вільний агент)        |
|   | ВР   | Білорусь   | Олександр Гутор ( «Динамо-Берестя»)     |
|   | ВР   | Узбекистан | Сергій Смородін ( «Грін Стрітс»)        |
|   | ЗХ   | Україна    | Олександр Каплієнко ( «Смолевичі»)      |
|   | ЗХ   | Україна    | Владислав Щетінін (оренда, «Жемчужина») |
|   | ПЗ   | Україна    | Олексій Чернишов (оренда, «Жемчужина»)  |
|   | ПЗ   | Україна    | Віталій Каверін (вільний агент)         |
|   | ПЗ   | Франція    | Алассан Н'Діає ( «Судува»)              |
|   | ПЗ   | Україна    | Сергій Політило ( «Адана Демірспор»)    |
|   | ПЗ   | Україна    | Михайло Попов (оренда, «Жемчужина»)     |
|   | ПЗ   | Україна    | Артем Селезньов (оренда, «Жемчужина»)   |
|   | ПЗ   | Україна    | Віктор Серденюк (оренда, «Жемчужина»)   |
|   | НП   | Україна    | Олексій Антонов ( «Вентспілс»)          |
|   | НП   | Україна    | Володимир Барілко (завершив кар'єру)    |
|   | НП   | Україна    | Олексій Хобленко (оренда, «Лех»)        |
|   | НП   | Україна    | Денис Васін ( «Ворскла»)                |
|   | НП   | Україна    | Вадим Яворський ( «Суми»)               |

### «Шахтар»
| № | Поз. | Нац.     | Гравець                                                |
| - | ---- | -------- | ------------------------------------------------------ |
|   | ЗХ   | Україна  | Тарас Качараба (повернення оренди, «Зірка»)            |
|   | ЗХ   | Україна  | Микола Матвієнко (повернення оренди, «Ворскла»)        |
|   | ЗХ   | Україна  | Михайло Писко (повернення оренди, Gomel)               |
|   | ЗХ   | Бразилія | Додо ( «Корітіба»)                                     |
|   | ПЗ   | Україна  | Дмитро Гречишкін (повернення оренди, «Зоря»)           |
|   | ПЗ   | Україна  | Сергій Гринь (повернення оренди, «Верес»)              |
|   | ПЗ   | Україна  | Олександр Мігунов (повернення оренди, «Олімпік»)       |
|   | ПЗ   | Україна  | В'ячеслав Танковський (повернення оренди, «Маріуполь») |
|   | ПЗ   | Україна  | Сергій Вакуленко (повернення оренди, «Маріуполь»)      |
|   | ПЗ   | Бразилія | Веллінгтон Нем (повернення оренди, «Сан-Паулу»)        |
|   | НП   | Україна  | Пилип Будківський (повернення оренди, «Кортрейк»)      |
|   | НП   | Україна  | Руслан Фомін ( «Маріуполь»)                            |
|   | НП   | Нігерія  | Оларенважу Кайоде (оренда, «Манчестер Сіті»)           |
|   | НП   | Україна  | Артур Загорулько (повернення оренди, «Ворскла»)        |

| № | Поз. | Нац.     | Гравець                                                |
| - | ---- | -------- | ------------------------------------------------------ |
|   | ЗХ   | Україна  | Тарас Качараба (повернення оренди, «Зірка»)            |
|   | ЗХ   | Україна  | Микола Матвієнко (повернення оренди, «Ворскла»)        |
|   | ЗХ   | Україна  | Михайло Писко (повернення оренди, Gomel)               |
|   | ЗХ   | Бразилія | Додо ( «Корітіба»)                                     |
|   | ПЗ   | Україна  | Дмитро Гречишкін (повернення оренди, «Зоря»)           |
|   | ПЗ   | Україна  | Сергій Гринь (повернення оренди, «Верес»)              |
|   | ПЗ   | Україна  | Олександр Мігунов (повернення оренди, «Олімпік»)       |
|   | ПЗ   | Україна  | В'ячеслав Танковський (повернення оренди, «Маріуполь») |
|   | ПЗ   | Україна  | Сергій Вакуленко (повернення оренди, «Маріуполь»)      |
|   | ПЗ   | Бразилія | Веллінгтон Нем (повернення оренди, «Сан-Паулу»)        |
|   | НП   | Україна  | Пилип Будківський (повернення оренди, «Кортрейк»)      |
|   | НП   | Україна  | Руслан Фомін ( «Маріуполь»)                            |
|   | НП   | Нігерія  | Оларенважу Кайоде (оренда, «Манчестер Сіті»)           |
|   | НП   | Україна  | Артур Загорулько (повернення оренди, «Ворскла»)        |

| № | Поз. | Нац.     | Гравець                                         |
| - | ---- | -------- | ----------------------------------------------- |
|   | ВР   | Україна  | Андрій Бубенцов ( «Суми»)                       |
|   | ЗХ   | Бразилія | Марсіо Асеведо (оренда, ПАОК)                   |
|   | ЗХ   | Україна  | Тарас Качараба (оренда, «Слован»)               |
|   | ЗХ   | Україна  | Олександр Масалов (оренда, «Колос» (Ковалівка)) |
|   | ЗХ   | Україна  | Михайло Писко ( «Рух» (Винники))                |
|   | ПЗ   | Україна  | Данило Ігнатенко (оренда, «Маріуполь»)          |
|   | ПЗ   | Україна  | Юрій Глущук ( «Ворскла»)                        |
|   | ПЗ   | Україна  | Сергій Гринь (оренда, «Арсенал-Київ»)           |
|   | ПЗ   | Україна  | Олександр Мігунов ( «Шахтар» (Караганда))       |
|   | ПЗ   | Україна  | Олександр Піхальонок (оренда, «Маріуполь»)      |
|   | ПЗ   | Україна  | Сергій Вакуленко (оренда, «Олімпік»)            |
|   | ПЗ   | Україна  | Олексій Зінкевич ( «Олександрія»)               |
|   | НП   | Україна  | Денис Арендарук (оренда, «Маріуполь»)           |
|   | НП   | Україна  | Пилип Будківський (оренда, «Анжі»)              |

| № | Поз. | Нац.     | Гравець                                         |
| - | ---- | -------- | ----------------------------------------------- |
|   | ВР   | Україна  | Андрій Бубенцов ( «Суми»)                       |
|   | ЗХ   | Бразилія | Марсіо Асеведо (оренда, ПАОК)                   |
|   | ЗХ   | Україна  | Тарас Качараба (оренда, «Слован»)               |
|   | ЗХ   | Україна  | Олександр Масалов (оренда, «Колос» (Ковалівка)) |
|   | ЗХ   | Україна  | Михайло Писко ( «Рух» (Винники))                |
|   | ПЗ   | Україна  | Данило Ігнатенко (оренда, «Маріуполь»)          |
|   | ПЗ   | Україна  | Юрій Глущук ( «Ворскла»)                        |
|   | ПЗ   | Україна  | Сергій Гринь (оренда, «Арсенал-Київ»)           |
|   | ПЗ   | Україна  | Олександр Мігунов ( «Шахтар» (Караганда))       |
|   | ПЗ   | Україна  | Олександр Піхальонок (оренда, «Маріуполь»)      |
|   | ПЗ   | Україна  | Сергій Вакуленко (оренда, «Олімпік»)            |
|   | ПЗ   | Україна  | Олексій Зінкевич ( «Олександрія»)               |
|   | НП   | Україна  | Денис Арендарук (оренда, «Маріуполь»)           |
|   | НП   | Україна  | Пилип Будківський (оренда, «Анжі»)              |